# Cilleros (kommunhuvudort)
Cilleros är en kommunhuvudort i Spanien.   Den ligger i provinsen Provincia de Cáceres och regionen Extremadura, i den västra delen av landet, 260 km väster om huvudstaden Madrid. Cilleros ligger 438 meter över havet och antalet invånare är 1 964.
Terrängen runt Cilleros är kuperad åt nordost, men åt sydväst är den platt. Terrängen runt Cilleros sluttar söderut. Runt Cilleros är det ganska glesbefolkat, med 39 invånare per kvadratkilometer. Närmaste större samhälle är Moraleja, 12,5 km öster om Cilleros. Omgivningarna runt Cilleros är huvudsakligen savann.